# Justin Larouche
Pour les articles homonymes, voir Larouche.
Justin Larouche, né le 5 décembre 1995 à Saint-Nicolas au Québec, est un joueur canadien de handball. Il est le deuxième Québécois à obtenir le statut de professionnel de handball en France, après Alexis Bertrand. Il occupe la position d'arrière droitpour le club du TV Endingen (de) en Championnat de Suisse.

## Biographie

### Début de son parcours
Il commence son parcours de handball à l’âge de 13 ans. Il fait alors partie du programme « sport-études » de école Pointe-Lévy, dans la grande région de Québec. Ces années lui ont permis de peaufiner son talent sous la supervision de son entraîneur, Jean-François Mainguy, lui même un ancien joueur international canadien. Durant les fins de semaine, toujours avec l’entraîneur Mainguy, Justin excelle sur les cours de handball de la province durant six saisons alors qu’il porte le chandail du club de handball de Lévis.

### Débuts professionnels
En mai 2015, sur les conseils d’Alexis Bertrand, Justin Larouche traverse finalement l’Atlantique afin de participer au camp de sélection des équipes de Nancy, Mulhouse, Selestat et finalement, Strasbourg. Il déclare alors au Journal de Lévis que jouer en tant que professionnel représente le rêve de tous les joueurs pratiquant un sport de haut niveau. « J’y pense depuis que je suis jeune, mentionne-t-il. Je sais que plusieurs joueurs caressent ce rêve mais que peu de ceux-ci arrivent à le réaliser. »
Il opte pour le club de l'Eurométropole Strasbourg Schiltigheim Alsace Handball (ESSAHB) en N1. Après deux saisons à Strasbourg, il intègre le centre de formation du Sélestat Alsace handball avec qui il dispute six parties dans la Proligue. Il découvre alors le niveau professionnel et tutoie quelque peu son rêve.
Finalement, le 4 juin 2018, la JS Cherbourg annonce l’arrivée de l’arrière droit pour un engagement une saison,,. Le club annonce le 2 avril 2019 la prolongation du contrat de Justin Larouche.
En 2020, malgré l'arrêt des championnats à cause de la pandémie de Covid-19, il choisit de rester en Europe. Finalement, il rejoint la Suisse et le club suisse du TV Endingen.